# Opel-Gang
Opel-Gang [opɛl-ɡæŋ] („Opel-Bande“) ist das Debütalbum der Düsseldorfer Band Die Toten Hosen. Es besteht aus 15 schnellen deutschsprachigen Musikstücken, die sich musikalisch an britischen und US-amerikanischen Punkbands orientieren. Das Album wurde von Jon Caffery produziert und erschien erstmals im Sommer 1983 beim Label Totenkopf. Opel-Gang wurde über die Jahre mehrmals wiederveröffentlicht, zuletzt wurde es im Jahr 2007, neben 16 weiteren Alben der Band, remastert und neu aufgelegt. Das Album wurde für mehr als 250.000 verkaufte Exemplare bis ins Jahr 2006 mit einer Goldenen Schallplatte ausgezeichnet.
2023 erschien zum 40-jährigen Veröffentlichungsjubiläum eine Sonderausgabe des Albums. Im  Zuge dieser Veröffentlichung gelangte es zum ersten Mal in die deutschen Albumcharts, wo es für eine Woche den Rang 3 einnahm.

## Gestaltung von Cover und Begleitheft
Die Vorderseite des Covers zeigt alle Bandmitglieder, wie sie damit beschäftigt sind, einen halb auseinandergeschraubten Opel Rekord zu reparieren. Die Gesichter der Musiker sind dabei nicht zu erkennen. Der Frontmann der Band Campino erinnerte sich im Jahr 2007 im Gespräch mit Jan Weiler: „Dieses Visageverdecken war so ein Prinzip unserer ersten Fotos. Wir haben es aber nicht lange durchgehalten.“
Für die Rückseite der Plattenhülle wurde das Deckblatt des Buches Opel Rekord B/C ab August 1965 aus der Reihe Jetzt helfe ich mir selbst von Dieter Korp verwendet.
Das Booklet enthält sämtliche Liedtexte und wirkt wie von Hand geschrieben. Der Anfangsbuchstabe des Wortes „Hosen“ wird durch eine sich am Bund spiegelnde Hose dargestellt. Das Emblem der Band ist zu dieser Zeit ein kleiner, mit wenigen Strichen gezeichneter Totenkopf, verziert mit einem Blümchen im Mund. Als Text- und Musikautoren werden nur die Spitznamen der Bandmitglieder angegeben und nicht, wie bei späteren Veröffentlichungen, die bürgerlichen Namen. Der Entwurf für das Booklet und die Handschrift stammen von Andreas Meurer.

## Entstehung
Die Band bestand im Jahr 1983 aus fünf Personen. Alle waren Autodidakten auf ihren Instrumenten. Offiziell war Trini Trimpop Schlagzeuger der Gruppe. Bei den Aufnahmen zum Album Opel-Gang bediente jedoch Frontmann und Sänger Campino in Sommernachtstraum das Schlagzeug und Andreas von Holst spielte bei verschiedenen Liedern des Albums alle Instrumente ein, das heißt E-Gitarren, E-Bass und Schlagzeug. Zweiter Gitarrist war Michael Breitkopf. Andreas Meurer spielte einen zweisaitigen E-Bass. Einen Teil der Liedtexte hatten die Bandmitglieder gemeinsam geschrieben, den größten Anteil daran hatte jedoch Campino. Die Musik stammt hauptsächlich von Andreas von Holst, mit Ausnahme des Stückes Reisefieber von Andreas Meurer und des Trinklieds Bis zum bitteren Ende, für das Campino vollständig verantwortlich ist. Die Musik zu Modestadt Düsseldorf und Schwarzer Mann entwickelten alle Bandmitglieder gemeinsam.
Mit Ausnahme des Sozialpädagogen Trini Trimpop waren alle Bandmitglieder im Jahr 1983 Schüler. Campino berichtete, er habe vormittags Abiturklausuren geschrieben und abends die Schallplatte aufgenommen. Das im Bochumer Stadtteil Langendreer gelegene Tonstudio konnten sie aus Kostengründen lediglich stundenweise und am Wochenende mieten. Im Sommer 1983 spielte die Band die Lieder laienhaft in weniger als zehn Tagen ein. Den Kontakt zum britischen Tontechniker Jon Caffery, der schon mit den Sex Pistols gearbeitet hatte, vermittelte Jochen Hülder, Manager von Die Toten Hosen. Hülder kannte Caffery von seiner Tournee mit der Berliner Frauenband Malaria!.
Die Titelliste des Albums entspricht der Setliste damaliger Liveprogramme der Band. Der Titel Opel-Gang war ursprünglich spöttisch gemeint, das Lied wurde jedoch schnell als Sympathiebekundung gegenüber einer Randgruppe aufgefasst, mit der sich die Band identifizieren wollte. Campino beschrieb es im Jahr 2002 wie folgt:

„Das war eine totale Verarsche auf die Opel–Prolls, die mit ihren tiefergelegten Karren durch die Gegend heizten. Das Stück hat aber seine eigentliche Bedeutung überlebt und sich in eine Richtung entwickelt, die wir selber nicht geahnt hätten. Wir haben irgendwann mal mit einem Opel–Mensch geredet, der fand den Song ganz cool, und auch ich habe irgendwann festgestellt, dass so ein bisschen Rumbasteln an der Karre ganz spaßig sein kann. Und dann habe ich gelernt, wie man ein Rad zum Durchdrehen bringt und den Asphalt wegätzt. Das fand ich plötzlich gut und auf einmal hatten wir alle Opels. Ich habe auch die Prolls zu schätzen gelernt, obwohl wir die anfangs voll daneben fanden. Wir konnten also immer gut über uns selbst lachen.“

Die gesamte Produktion des Albums wurde von der Band selbst finanziert und unter dem Label Totenkopf, für das Trini Trimpop und Jochen Hülder unterschrieben, im Sommer 1983 veröffentlicht. Kurz nach Erscheinen von Opel-Gang wurde die Band für eine Albenpräsentation von einem Plattenladen in der Fußgängerzone am Frankfurter Hauptbahnhof gesponsert. Es gab Freibier und -schnaps, bis die Polizei das Geschäft gewaltsam räumte.

## Text und Musik, Titelliste
Die Liedtexte sind alle in der Ich-Perspektive und in Umgangssprache verfasst. Bei allen Liedern handelt es sich um deutschsprachige, schnelle und kurze Punkrockstücke im Viervierteltakt. Textlich setzen sie sich mit dem Alltag der Bandmitglieder und deren Umfeld auseinander. Die Titelfolge beginnt mit dem Instrumentalstück Tote Hose. Die Instrumentierung auf dem Album besteht aus zwei E-Gitarren, E-Bass und Schlagzeug. Frontsänger bei allen Stücken ist Campino, den Refrain singen meist alle Bandmitglieder gemeinsam.
Im knapp zweiminütigen Titellied Opel-Gang geht es um eine Clique, die Spaß dabei hat, Samstag nachmittags an Autos herumzubasteln und anschließend damit durch die Gegend zu fahren. Das Intro besteht aus einem langgezogenen, verzerrten E-Gitarrenton. Es folgen zwei Strophen mit jeweils acht Versen, die sich zum Ende reimen. Der zweimalige Refrain und die Coda bestehen aus der mehrfachen Wiederholung der Sätze „Wir sind die Jungs von der Opel-Gang. Wir haben alle abgehängt.“ Im Gegensatz zu den Strophen, die Campino rhythmisch und schnell spricht, ist der Refrain melodisch und wird von den Musikern gemeinsam gesungen.
In Allein vor deinem Haus oder Dein Vater der Boxer wird die Geschichte eines jungen Mannes erzählt, der vier Stunden vor dem Haus seiner Freundin wartet, um von ihr heimlich hereingelassen zu werden. Als er bemerkt, dass sie längst Besuch hat und er betrogen wird, schlägt er Krach und sorgt so dafür, dass sein Nebenbuhler Schläge vom Vater des Mädchens bezieht. Im Lied Ülüsü werden die Vorurteile gegen deutsch-türkische Beziehungen aus der Sicht eines Opportunisten formuliert, der die Ablehnung seiner Bekannten gegenüber einer türkischstämmigen Freundin fürchtet.
Der Erzähler im Lied Geld bekommt unvermittelt Drogengeld zugesteckt und weiß nicht, wie er es wieder loswerden kann. Der Mann mit dem Aktenkoffer, den der Erzähler im Lied Schwarzer Mann erkennt, flößt ihm Angst ein. In Modestadt Düsseldorf spöttelt die Band über ihre Heimatstadt, „wo kein Mensch irgendwelche Sorgen hat.“ Das schnelle kurze Punkrockstück, der Text mehr aggressiv gesprochen als gesungen, leitet Andreas von Holst mit einer 46 Sekunden langen Melodie auf der akustischen Gitarre ein. Im Interview mit Jan Weiler im Jahr 2007 erinnert er sich: „Peter Bursch lässt grüßen. Ich glaube, da war ich gerade auf Seite 14 bei seinem Übungsbuch. Ich fand, das klang gar nicht schlecht, das könnten wir als Intro nehmen.“
Die Vorzüge des Bordells werden im Lied Kontakthof besungen, während der Protagonist in Es ist nichts gewesen einen Seitensprung abstreitet. Im Titel Sommernachtstraum singen die Bandmitglieder im Chor: „Wir bleiben auf dem Spielplatz auf unserer Bank: Alk, Dröhnung, viel Gesang.“ und Hofgarten besteht aus der Parole: „Ficken, Bumsen, Blasen, alles auf dem Rasen!“, welche die Band später großformatig auf T-Shirts drucken ließ. Die Person in Reisefieber begibt sich zu weit auf das Wattenmeer hinaus. Die Flut überrascht sie und es kann nur noch ihre Leiche geborgen werden. Zu Beginn des Liedes hört man einen abgebrochenen, verfrühten Einsatz von Campino. Der Text zu Willi muss ins Heim spricht das Thema Erziehung an.
Mit dem Lied Wehende Fahnen und dem Refrain „Mit wehenden Fahnen werden wir untergeh’n“ verlieh die Band ihrer Haltung Ausdruck, „sich trotz ihres Dilettantismus den zähen Kampf mit den Beschränkungen, die durchschnittliche Begabung und chronische Existenznöte ihnen auferlegte, zu einer gekonnten Version von sich selbst zu gelangen“, wie es Campino in der Bandbiografie Bis zum Bitteren Ende im Jahr 1997 ausdrückte.
Bis zum bitteren Ende ist ein Trinklied, aufgebaut auf den Akkorden C, F und G. Der Text besteht aus zwei Vierzeilern, die sich am Ende paarweise einsilbig reimen.

## Musikvideos
Reisefieber ist das erste Musikvideo der Band und wurde von Jörg Sonntag für Radio Bremen auf einem Deich in Norddeutschland gedreht. Es zeigt die Band, wie sie bei stürmischem Wetter Gartenmöbel samt Sonnenschirm auspackt und ein ungewöhnliches Picknick veranstaltet. Zu Beginn des Filmes sieht man Michael Breitkopf, wie er mit Kilt und Lederjacke bekleidet einen Dudelsack spielt.

## Veröffentlichungen

Opel-Gang als CD, 1983
bei Virgin Schallplatten GmbH

Opel-Gang wurde im August 1983 als Langspielplatte und als Kompaktkassette beim bandeigenen Label Totenkopf mit einer Stückzahl von 20.000 Exemplaren erstmals veröffentlicht. Nach dem Vertragsabschluss der Band mit dem Schallplattenunternehmen EMI erschien noch im selben Jahr die zweite Auflage des Albums über EMI. Daneben gab es eine limitierte „Hochzeitsausgabe“ des Albums, die ebenfalls 1983 über EMI vertrieben wurde und der die Single Hip-Hop-Bommi-Bop beigelegt wurde. Das Innencover der Ausgabe zeigt ein Foto der fünf Bandmitglieder mit ihren Filmbräuten aus dem Musikvideo zur Single Eisgekühlter Bommerlunder. Seit Ende des Jahres 1983 wurden verschiedene Auflagen des Albums, auch im CD-Format, über die Virgins Schallplatten GmbH ausgegeben, bei der die Band bis 1995 unter Vertrag stand. Opel-Gang wurde im Jahr 2003 über Tocka Discos in Argentinien veröffentlicht.
Zum 25-jährigen Bestehen der Band im Jahr 2007 wurden unter anderen Opel-Gang vom bandeigenen Unternehmen JKP neu aufgelegt, alle Stücke remastert, das Cover der ersten Vinyl-LP als Poster beigelegt und ein neues Booklet entworfen. Dieses enthält ein Interview der Band mit Jan Weiler. Das Album enthält 15 zusätzliche Lieder, die zum Großteil von 1982 bis 1983 als Singles erschienen sind. Frühstückskorn, Die Abenteuer des kleinen Haevelmann und die Version von Bis zum bitteren Ende wurden 1982 von Campino, Andreas von Holst und dem Bassisten Hans Runge in Berlin eingespielt und auf dem Sampler Ein Vollrausch in Stereo – 20 schäumende Stimmungshits auf dem Label „Vielklang / Schnick Schnack“ erstmals veröffentlicht. Bei Wir sind bereit handelt es sich um eine Liveaufnahme aus dem SO36 in Berlin am 30. April 1982.
Zusatztitel
1. Jürgen Englers Party – 1:26 (Musik: Campino, von Holst / Text: Campino)
2. Niemandsland – 2:41 (Campino, von Holst / Campino)
3. Armee der Verlierer – 4:23 (Campino, von Holst / Campino)
4. Opel-Gang – 1:59 Version von der Single Bommerlunder
5. Schöne Bescherung – 3:02 (Breitkopf, Campino, von Holst, Meurer, Trimpop / Campino)
6. Willi’s weiße Weihnacht – 2:35 (Breitkopf, Campino, von Holst, Meurer, Trimpop / Campino)
7. Knecht Ruprechts letzte Fahrt – 3:46 (Breitkopf, Campino, von Holst, Meurer, Trimpop / Campino)
8. Kriminaltango – 3:32 (Trombetto / Feltz)
9. Allein vor deinem Haus oder Dein Vater der Boxer – 2:26
10. Es ist vorbei – 3:09 (Campino, von Holst / Campino, Meurer, Trimpop)
11. Die Abenteuer des kleinen Haevelmann – 2:29 (von Holst / Campino)
12. Frühstückskorn – 1:57 (von Holst / Campino)
13. Bis zum bitteren Ende – 3:08
14. Wir sind bereit – 1:59 (Campino, von Holst / Campino)
15. Hip Hop Bommi Bop – 4:34

Im Jahr 2023 veröffentlichte die Band das Album in einer Jubiläumsausgabe unter dem Titel „Opel-Gang 1983-2023: Die 40 Jahre-Jubiläumsedition“ in einer auf 7.000 Exemplare limitierten und nummerierten Auflage, die neben dem Album als Schallplatte und CD in der Originalversion eine Bonus-CD mit 17 weiteren Liedern aus ihrer Anfangszeit, die sich teilweise mit denen der vorhergehenden Jubiläumsauflage decken, sowie unveröffentlichtes Bonus-Material beinhaltet.
Zusatztitel der Bonus-CD
1. Wir Sind Bereit (Musik: Campino, von Holst / Text: Campino)
2. Jürgen Englers Party (Campino, von Holst / Campino)
3. Reisefieber (Campino, von Holst, Meurer, Breitkopf, Trimpop / Campino)
4. Niemandsland (Campino, von Holst / Campino, Meurer, Trimpop)
5. Armee Der Verlierer (Campino, von Holst / Campino)
6. Eisgekühlter Bommerlunder (Molinare / Trimpop)
7. Opel-Gang (Campino, von Holst / Campino, Meurer, Von Holst, Breitkopf, Trimpop)
8. Schöne Bescherung (Campino, Meurer, Von Holst, Breitkopf, Trimpop / Campino)
9. Willi's Weisse Weihnacht (Campino, Meurer, Von Holst, Breitkopf, Trimpop / Campino)
10. Knecht Ruprecht's Letzte Fahrt (Campino, Meurer, Von Holst, Breitkopf, Trimpop / Campino)
11. Kriminaltango (Trombetta / Feltz)
12. Allein Vor Deinem Haus oder Dein Vater Der Boxer (Campino, Von Holst / Campino, Meurer, Trimpop)
13. Es ist vorbei (Campino, Von Holst / Campino, Meurer, Trimpop)
14. Die Abenteuer Des Kleinen Haevelmann (Von Holst / Campino)
15. Frühstückskorn (Von Holst / Campino)
16. Bis Zum Bitteren Ende (Campino)
17. Wir Sind Bereit (Campino, Von Holst / Campino)
18. Hip Hop Bommi Bop (Campino, Meurer, Von Holst, Breitkopf, Trimpop / Meurer, Trimpop)

## Resonanz
Die Zeitschrift Musikexpress setzte das Album in ihrer Liste Made in Germany – Die 50 besten Platten Deutschlands vom Februar 2001 auf Platz 36. Der Rolling Stone zählte Opel-Gang zu den 50 wichtigsten Punk-Platten von 1982 bis 1989. Julia Maehner schrieb 2011 in der zugehörigen Rezension, dass das Debüt-Album mit den heutigen „Hosen“ wenig zu tun habe, und dass sie sich „wie eine Schülerband durch 15 schlichte Stücke rabauken würden“. Sie schrieb weiter: „Die stumpfe Hommage an die Modestadt Düsseldorf und das berüchtigte Hofgarten ließen noch nicht ahnen, wie clever die Band war, aber mit Bis zum bitteren Ende hatten sie eine Hymne, die bis heute im Programm ist. Die Unbeschwertheit, mit der hier jedes ‚Whoa-Oh‘ geschmettert wird, konnten sie nie wieder erreichen.“
Die Rheinische Post stellte fest, dass auf dem Debütalbum Opel-Gang „Geschwindigkeit Trumpf“ sei, dass das Artwork „Schulbankgekritzel“ sei und wenige Lieder länger als drei Minuten dauerten. Mit wehenden Fahnen würde zur „Durchhalteparole gegen die Auflösungserscheinungen des Punk“ und dürfe „auf keiner Party fehlen“.
Rocko Schamoni erinnerte sich in seinem 2004 veröffentlichten autobiografischen Roman Dorfpunks, dass das Album „wie ein inländischer Never Mind The Bollocks-Komet über dem norddeutschen Punkhimmel“ aufgegangen sei. „Diese Platte war ein neuer Kraftschub für unsere Bewegung. Es wurde nichts anderes mehr gehört, nur noch Opel-Gang. Ein neuer Geist sprach aus den Texten, sie waren nicht mehr so verkniffen politisch wie zum Beispiel die Slime-Texte, sondern offener, spielerischer, auslegbar. Die Melodien konnte man erstklassig mitsingen, der Sound war wundervoll schrengelig.“ Auch für die Berliner Band Die Ärzte, die etwa zeitgleich mit der Veröffentlichung von Opel-Gang ihre erste EP Zu schön um wahr zu sein produzierte, war das Album eine „wichtige Platte“, wie sich Bela B in einem Interview im Musikexpress vom Februar 2002 ausdrückte und wie es Markus Karg im Jahr 2001 in der Biografie der Gruppe festhielt: „Bela und Farin, ohnehin schon große Fans von ZK, der Vorläuferband der Hosen, hockten zusammen begeistert vor dem Plattenspieler und lauschten dieser Platte, die so anders war als der übliche Deutschpunk zu der Zeit. Mit ihrem Debütalbum hatten Die Toten Hosen ein Meisterwerk geschaffen. Bela und Farin bewunderten die textliche Vielseitigkeit und den brachialen Gitarrensound. Für Die Ärzte war dieses Album eine enorme Ermutigung.“
Robert Lechner fragte sich im Musikexpress vom August 1983, ob man mit Würde das spielen könne, was unter Verzicht auf eine differenziertere Betrachtungsweise immer noch mit Punk etikettiert werden würde. Die Toten Hosen würden diese Frage auf „souveräne Art bejahen“ und dabei das zum „wehleidigen Ghetto verkommene Lager der Punks weit hinter sich lassen“. Es seien „Stücke in bester Punktradition, wie sie zur Blütezeit dieser Spielart in England nicht besser entstanden“ seien.
Hollow Skai hingegen schrieb in seiner Biografie über Die Toten Hosen aus dem Jahr 2007, dass die „Clash-Chöre auf Opel-Gang“ eher wie „Pfadfindergesänge“ klängen. Er bezog sich weiter auf Lechners Rezension und merkte an, dass man „gespreizter ein etwas rumpelig klingendes Album kaum hochjubeln“ könne.

## Charts und Chartplatzierungen
im Juni 2023 konnte sich das Album Opel-Gang zu seinem 40-jährigen Jubiläum zum ersten Mal in den deutschen Albencharts platzieren. Vor allem aufgrund der Verkäufe der Jubiläumsedition stieg das Album bis auf Rang 3 der Charts, blieb dort jedoch auch nur für eine Woche.